# 勒布吕日龙
勒布吕日龙（法語：Le Brugeron，法語發音：[lə bʁyʒʁɔ̃]）是法国多姆山省的一个市镇，属于昂贝尔区。

## 地理
勒布吕日龙（45°42'43"N, 3°43'9"E）面积27.42 平方千米，位于法国奥弗涅-罗讷-阿尔卑斯大区多姆山省，该省份为法国中南部省份，北起阿列省接壤，东临卢瓦尔省，南至上盧瓦爾省和康塔爾省，西接科雷兹省和克勒兹省。
与勒布吕日龙接壤的市镇（或旧市镇、城区）包括：沙尔马泽勒-让萨尼耶尔、拉尚博尼、马拉、奥尔梅、拉勒诺迪、圣皮埃尔-拉布尔洛讷。

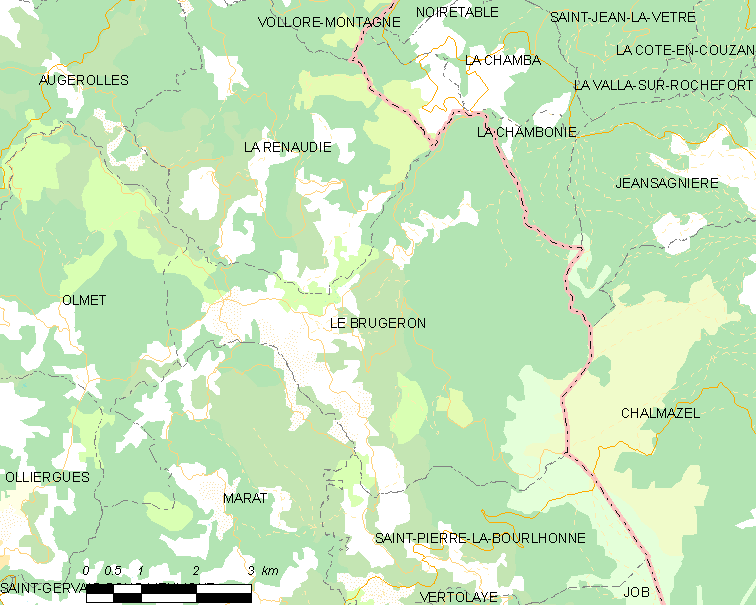
勒布吕日龙的OSM定位图

勒布吕日龙的时区为UTC+01:00、UTC+02:00（夏令时）。

## 行政
勒布吕日龙的邮政编码为63880，INSEE市镇编码为63057。

## 政治
勒布吕日龙所属的省级选区为利夫拉杜瓦山县。

## 人口

1962-2008年间勒布吕日龙人口变化图示

勒布吕日龙于2022年1月1日时的人口数量为242人。